# Kylinxia zhangi
Kylinxia zanghi es un género de artrópodo extinto descrito en 2020. Fue descrito a partir de seis especímenes descubiertos en la Formación Yu'anshan (Esquistos de Maotianshan) en el sur de China. Los especímenes se asignan a la especie K. zhangi. Con una antigüedad de 518 millones de años, los fósiles corresponden al periodo Cámbrico. Anunciando el descubrimiento el 4 de noviembre de 2020 en una conferencia de prensa, Zeng Han del Instituto de Geología y Paleontología de Nanjing afirmó que el animal "cierra la brecha evolutiva desde Anomalocaris hasta los verdaderos artrópodos y constituye un eslabón clave en el 'eslabón perdido' en el origen de los artrópodos", lo cual fue "predicho por la teoría evolutiva de Darwin". Ese mismo día, la descripción formal fue publicada en la revista Nature.

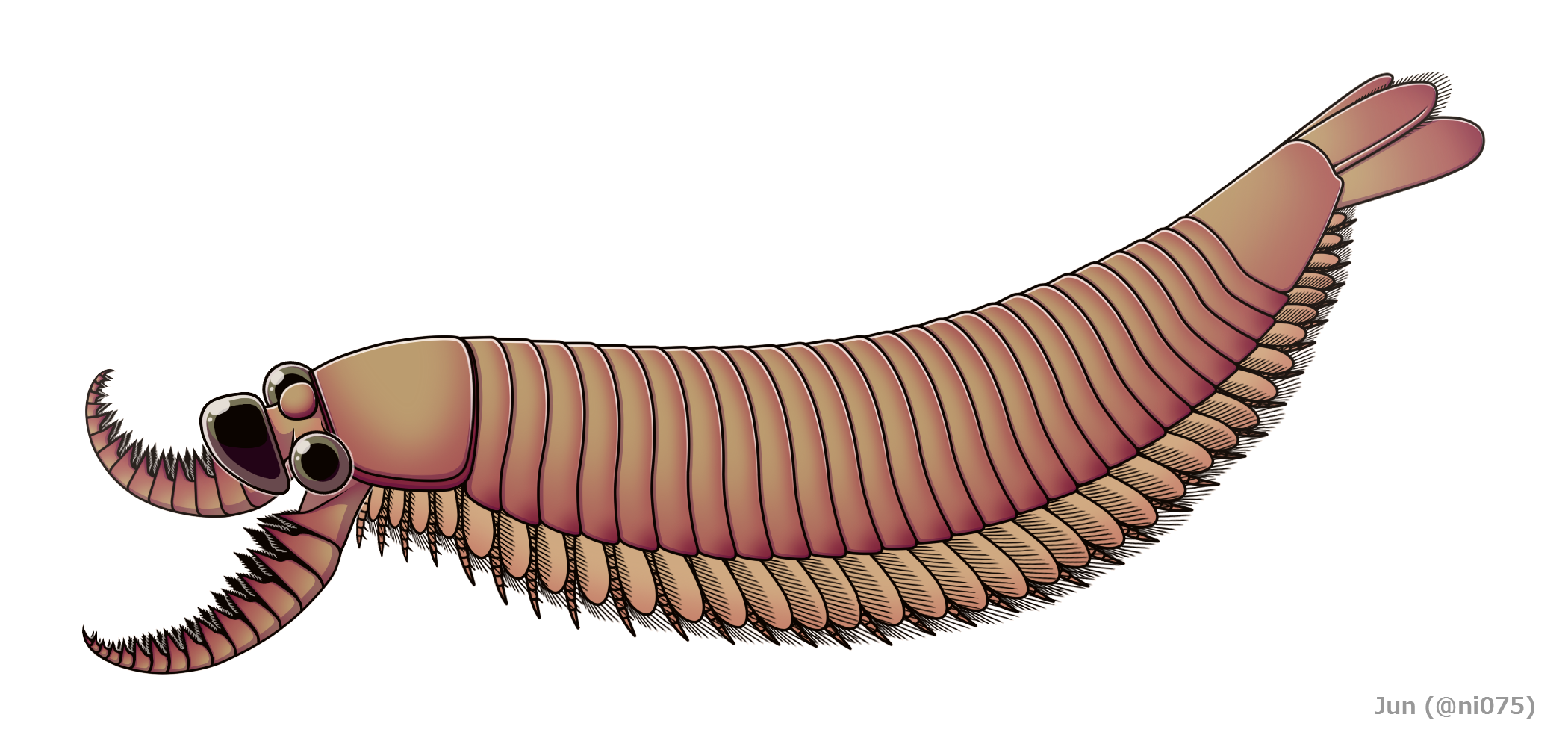
Restauración artistitca.

## Descripción
Kylinxia es un diminuto artrópodo parecido a un camarón, con una longitud de aproximadamente 5 centímetros (2.0 pulgadas) y un ancho de alrededor de 1.2 cm (0.47 pulgadas) en la parte más ancha del cuerpo. Su cuerpo está segmentado y divisible en tres regiones: cabeza, tronco y pigidio. Kylinxia posee una combinación de características que se asemejan a varios taxones de artrópodos cámbricos, especialmente Opabinia (ojos), radiodontos (apéndices más cercanos a la cabeza) y megacheiranos (tronco).

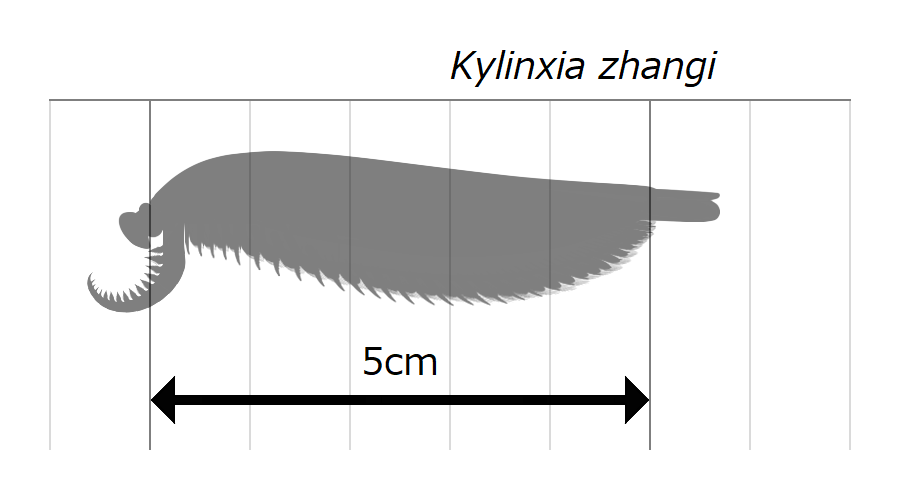
Medidas.

La cabeza de Kylinxia está cubierta por un caparazón fusionado con esquinas genales redondeadas, comparable a las del Megacheirano Haikoucaris. Similar al artrópodo basal supuesto Opabinia, se sugirió inicialmente que la cabeza llevaba cinco ojos unidos mediante tallos oculares; sin embargo, un estudio posterior en 2023 sugirió que solo había tres ojos: uno central medial y dos laterales. A diferencia de la probóscide fusionada de Opabinia y los apéndices grandes similares a manos de los megacheiranos, la región de la cabeza de Kylinxia tiene un par de apéndices más cercanos a la cabeza no fusionados, cada uno de los cuales tiene espinas internas terminales y emparejadas (enditas) serradas, similares a las vistas en los radiodontos, como Anomalocaris (en proporciones generales) y Ramskoeldia (enditas).

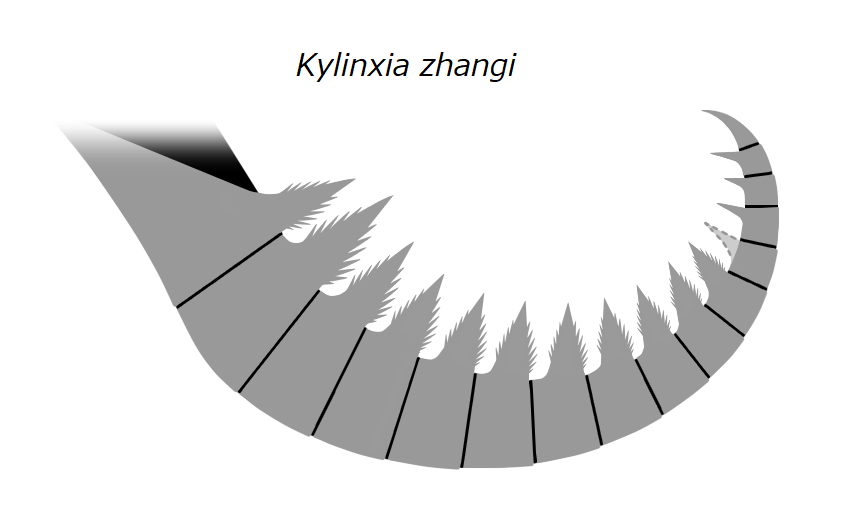
Apéndice casi frontal de Kylinxia zhangi

A diferencia de los radiodontos, los apéndices más cercanos a la cabeza miran hacia arriba y carecen de espinas externas, característica compartida por los grandes apéndices de los megacheiranos. Similar a los megacheiranos multissegmentados, el tronco de Kylinxia cubre la mayor parte de la longitud del cuerpo y está compuesto por hasta 26 segmentos metaméricos (tergitos), cada uno correspondiente a un par de apéndices. Dentro de los apéndices postorales, se considera que los 4 pares más anteriores son estructuras reducidas en forma de aleta que surgieron de la cabeza y dos segmentos anteriores del tronco; un estudio posterior en 2023 consideró que estos son bíramos (de dos ramas) y todos provienen de la cabeza.
Los apéndices restantes son todos bíramos, con las ramas internas parecidas a patas (endopodo), cada una compuesta por al menos siete segmentos, y las ramas externas subovales (exopodos), cada una con láminas marginales. El pigidio triangular cubre al menos 5 pares de apéndices, terminando con un abanico de cola trilobulado que consta de un lóbulo central y un par de lóbulos laterales, como se ve en varios artrópodos cámbricos como los himenocárinos y fuxianhuiidos.